# Truck (Wurm)
Pour les articles homonymes, voir Truck.
Truck est une sculpture réalisée par Erwin Wurm, basée sur un travail sur un camion Mercedes 307 d. Elle est installée devant le MAC Lyon à la cité internationale en 2007. L'arrière du camion est incurvé comme s'il s'était « adapté à la situation, tout en souplesse ». En fait, l'arrière rejoint la verticalité d'un mur.

## Présentation

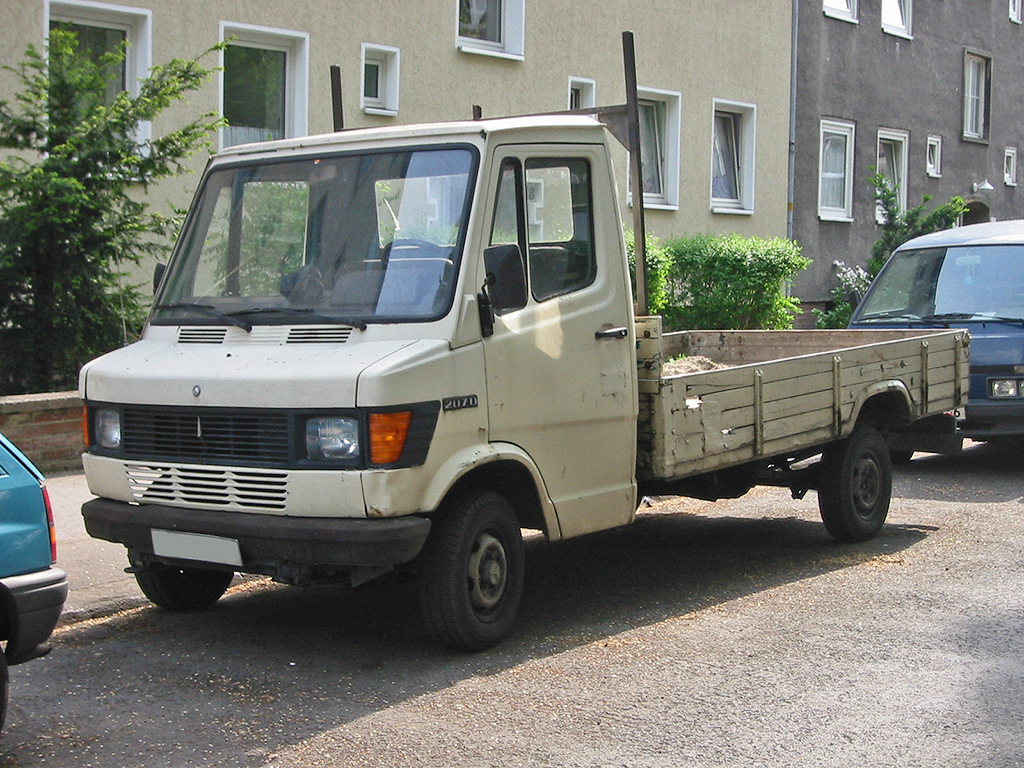
Un camion similaire à celui utilisé par Erwin Wurm.

À l'occasion de la rétrospective qui lui est consacrée au musée d'art contemporain de Lyon du 6 juin au 5 août 2007, Erwin Wurm conçoit spécialement cette œuvre finalement installée à proximité de l'entrée du musée, côté cité internationale. Erwin Wurm, dans son travail, a procédé à d'autres "déformations souples" de véhicules, comme son installation Truck à Innsbruck en 2006 ou encore avec un minivan orange.